# 兰考县
兰考县是中华人民共和国河南省开封市下辖的一个县。縣人民政府駐中山東街36號。
兰考县地处豫东平原，北依黄河，东临山东，面积1116平方公里，2020年总人口約78万人。兰考现为中国重要的泡桐生产基地之一。

## 历史
蘭考縣紧靠黄河，很久以前就有人类在这里活动。相传黄帝、蚩尤曾途经县境，黄帝的儿子青阳氏（郭沫若认为是少昊氏一酋长）死后埋葬在青陵岗，即今兰考县红庙镇青龙岗村。再根据县境及其附近的伯牛岗（杞县崔林河东岸）、牛牧岗（民权县双塔东）、窦固堆（东明县境内）等地出土的石器、陶器等文化遗迹证明，远在五六千年以前就有先民在这一带繁衍生息。
古时，兰考县境属豫州之地。西周时期，其西部属魏国，东部属戴国。這裡也是齊桓公葵丘會盟的所在地。历来分别设置了东昏县和谷县。进而演变为兰阳县、仪封县和考城县三县。
元朝時，置儀封縣，屬睢州。明洪武十五年（1382年），改屬南陽府，後屬開封府。清乾隆年間，升為儀封廳。同治二年（1863年），儀封廳廢，併入蘭儀縣，為儀封鄉。
今日兰考县就是由历史上的兰封县（由兰阳县、仪封县合并）、考城县合并而成。

## 人口
根据((中国)河南省第七次全国人口普查主要数据显示：兰考县常住人口为777278人    ，男性占比50.23%，女性占比49.77%，年龄结构中0-14岁占比26.85%，15-59岁占比55.14%，60岁以上占比18.01%，65岁以上占比13.55%。
蘭考縣是一個多民族散雜居住的縣份，有回、滿、土家等23個少數民族，總人口10116人。

## 经济
2011年，全县生产总值完成150.89亿元，财政一般预算收入完成5.136亿元，固定资产投资完成63.5亿元，社会消费品零售总额完成47亿元。
2011年，入驻企业总数达到113家，实现税收2.44亿元。全县工业已初步形成了木制品加工、装备制造、民族乐器、纺织服装、医药化工五大产业集群。全县工业企业达到1315家，实现工业总产值200多亿元；其中规模以上工业企业240家，大中型企业31家。规模以上工业企业增加值完成44.4亿元，增长25%。
2011年，全县实际利用县外资金31.7亿元，引进亿元以上项目22个，出口创汇2860万美元。

## 行政区划
兰考县下辖3个街道办事处、8个镇、5个乡：
兰阳街道、桐乡街道、惠安街道、堌阳镇、南彰镇、考城镇、红庙镇、谷营镇、东坝头镇、小宋镇、仪封镇、三义寨乡、孟寨乡、许河乡、葡萄架乡、闫楼乡、中原石油勘探三公司、仪封园艺场、造纸林场、柳林林场、西关农场、畜牧良种农场和固阳农科所。

## 交通
- 陇海铁路：杨庄站，兰考站，曹新庄站；徐兰客运专线：兰考南站
- 106国道、 220国道、 240国道、 310国道过境。

## 旅游
- 焦桐五彩园
- 焦裕禄纪念园
- 焦裕禄精神文化苑